# Metalinhomoeus variabilis
Metalinhomoeus variabilis is een rondwormensoort uit de familie van de Linhomoeidae.